# Campo la Baqueta
Campo la Baqueta är en ort i Mexiko.   Den ligger i kommunen Culiacán och delstaten Sinaloa, i den västra delen av landet, 1 000 km nordväst om huvudstaden Mexico City. Campo la Baqueta ligger 12 meter över havet och antalet invånare är 179.
Terrängen runt Campo la Baqueta är mycket platt. Runt Campo la Baqueta är det ganska tätbefolkat, med 155 invånare per kvadratkilometer. Närmaste större samhälle är Culiacán, 17,1 km nordost om Campo la Baqueta. Trakten runt Campo la Baqueta består till största delen av jordbruksmark.